# Autoroute A12 (Portugal)
Pour les articles homonymes, voir A12.
L'autoroute A12 relie Setúbal à Lisbonne (Sacavém) en passant à proximité de Montijo et Pinhal Novo.
Sa longueur est de 41 km.

## Péage
Cette autoroute est payante (concessionnaire: Brisa). Un trajet Setúbal-Lisbonne pour un véhicule léger coûte 1€95.

## Historique des tronçons
| Tronçon                                           | État)                | km   |
| ------------------------------------------------- | -------------------- | ---- |
| Setúbal -                                         | En service (1979)    | 5,2  |
| - Alcochete                                       | En service (04/1998) | 19,6 |
| Alcochete - Pont Vasco da Gama - Sacavém/Lisbonne | En service (1998)    | 18   |

## Trafic
| Section               | Trafic (en véhicules par jour) en 2010 |
| --------------------- | -------------------------------------- |
| Setúbal -             | 29 719 km                              |
| - Pinhal Novo         | 19 882 km                              |
| Pinhal Novo - Montijo | 20 504 km                              |
| Pont Vasco da Gama    | 64 721 km                              |

## Capacité
| Section   | Capacité | Longueur |
| --------- | -------- | -------- |
| Setúbal - |          | 5 km     |
| - Sacavém |          | 36 km    |

## Itinéraire

Carte de l'A12

| Sorties              | Villes                   |
| -------------------- | ------------------------ |
| Sortie               | Setúbal                  |
| Péage de Setúbal     |                          |
| 01                   | Palmela Marateca         |
| 02                   | Pinhal Novo              |
| Péage de Pinhal Novo |                          |
| 03                   | Montijo Alcochete        |
| Pont Vasco de Gama   |                          |
| 04                   | Moscavide Sacavém (CRIL) |